# Lista membrilor epurați ai Academiei Române
În 1948, noul regim comunist român a întreprins o epurare politică a membrilor Academiei Române . În total, 113 membri au fost eliminați în iunie, reprezentând peste două treimi din numărul total de membri la începutul anului. Cincizeci și cinci de membri ai „vechii” academii, în principal oameni de știință, au fost admiși în „noua” academie. În 1990 și 1994, ca urmare a Revoluției Române, 97 dintre membrii excluși au fost readuși în academie, post-mortem. Această listă prezintă numele membrilor excluși, împreună cu cei care au murit în închisoare și cei care au petrecut timp în închisoare.

## Membri excluși (113)

### Membri titulari (26)

#### Secțiunea literatură (8)
| Nume                       | anul alegerii |
| -------------------------- | ------------- |
| Petre Antonescu            | 1945          |
| Lucian Blaga               | 1936          |
| Theodor Capidan            | 1935          |
| Dumitru Caracostea         | 1938          |
| Ștefan Ciobanu             | 1918          |
| Nichifor Crainic           | 1940          |
| Ion Petrovici              | 1934          |
| Constantin Rădulescu-Motru | 1923          |

#### Secțiunea Istorie (14)
| Nume                 | anul alegerii |
| -------------------- | ------------- |
| Nicolae Bănescu      | 1936          |
| Gheorghe I. Brătianu | 1942          |
| Nicolae Colan        | 1942          |
| Alexandru Costin     | 1948          |
| Silviu Dragomir      | 1928          |
| Dimitrie Gusti       | 1919          |
| Alexandru Lapedatu   | 1918          |
| Ioan Lupaș           | 1916          |
| Simion Mehedinți     | 1915          |
| Petre P. Negulescu   | 1936          |
| Ion Nistor           | 1915          |
| Niculae M. Popescu   | 1923          |
| Radu R. Rosetti      | 1934          |
| Victor Slăvescu      | 1939          |

#### Secțiunea Științe (4)
| Nume                     | anul alegerii |
| ------------------------ | ------------- |
| Horia Hulubei            | 1946          |
| Gheorghe Ionescu-Sisești | 1936          |
| Constantin Motaș         | 1948          |
| Nicolae Vasilescu-Karpen | 1923          |

### Membri corespondenți (58)

#### Secțiunea literatură (20)
| Nume                        | anul alegerii |
| --------------------------- | ------------- |
| Ion Agârbiceanu             | 1919          |
| Nicolae Bagdasar            | 1943          |
| Ioan A. Bassarabescu        | 1909          |
| Marcu Beza                  | 1923          |
| Ștefan Bezdechi             | 1945          |
| Constantin Brăiloiu         | 1946          |
| Tiberiu Brediceanu          | 1937          |
| Mihail Codreanu             | 1942          |
| Onisifor Ghibu              | 1919          |
| George Giuglea              | 1936          |
| Pantelimon Halippa          | 1918          |
| Adrian Maniu                | 1933          |
| Alexandru Marcu             | 1940          |
| Vasile Munteanu             | 1939          |
| Ion Mușlea                  | 1947          |
| Marin Simionescu-Râmniceanu | 1919          |
| Florian Ștefănescu-Goangă   | 1937          |
| Ilie Torouțiu               | 1936          |
| Alexandru Tzigara-Samurcaș  | 1938          |
| Tudor Vianu                 | 1935          |

#### Secțiunea Istorie (19)
| Nume                   | anul alegerii |
| ---------------------- | ------------- |
| Victor Bădulescu       | 1945          |
| Romulus Cândea         | 1929          |
| Mihai Costăchescu      | 1939          |
| Virgil Drăghiceanu     | 1926          |
| George Fotino          | 1945          |
| Vasile Grecu           | 1936          |
| Scarlat Lambrino       | 1934          |
| Sabin Manuilă          | 1938          |
| Constantin Marinescu   | 1928          |
| Ștefan Meteș           | 1919          |
| Petre Panaitescu       | 1934          |
| Zenovie Pâclișanu      | 1919          |
| Vespasian Pella        | 1941          |
| Nicolae Petrescu       | 1945          |
| Ion Răducanu           | 1936          |
| Nicolae Al. Rădulescu  | 1948          |
| Teofil Sauciuc-Săveanu | 1945          |
| Gheorghe Tașcă         | 1926          |
| Anibal Teodorescu      | 1945          |

#### Secțiunea Științe (19)
| Nume                    | anul alegerii |
| ----------------------- | ------------- |
| Ion Atanasiu            | 1940          |
| Eugen Botezat           | 1913          |
| Nicolae Caranfil        | 1940          |
| Alexandru Ciucă         | 1946          |
| Dumitru Combiescu       | 1946          |
| Gogu Constantinescu     | 1920          |
| Mihai David             | 1935          |
| Mihail Gușuleac         | 1937          |
| Dragomir Hurmuzescu     | 1916          |
| Nicolae Ionescu-Sisești | 1939          |
| Vintilă Mihăilescu      | 1939          |
| Iuliu Moldovan          | 1920          |
| Costin Nenițescu        | 1945          |
| Octav Onicescu          | 1938          |
| Ștefan Procopiu         | 1948          |
| Petre Sergescu          | 1937          |
| Sabba Ștefănescu        | 1946          |
| Paul Teodorescu         | 1938          |
| Victor Vâlcovici        | 1936          |

### Membri de onoare (29)
| Nume                          | anul alegerii |
| ----------------------------- | ------------- |
| Constantin Angelescu          | 1934          |
| Theodor Angheluță             | 1948          |
| Axente Banciu                 | 1948          |
| Nicolae Bălan                 | 1920          |
| Mircea Cancicov               | 1937          |
| Dimitrie Ciotori              | 1936          |
| Negoiță Dănăilă               | 1939          |
| Nicolae Donici                | 1922          |
| Dionisie Germani              | 1945          |
| Vasile Gheorghiu              | 1938          |
| Arthur Gorovei                | 1940          |
| Emil Hațieganu                | 1945          |
| Prințul Nicholas Hohenzollern | 1929          |
| Iuliu Hossu                   | 1945          |
| Constantin Karadja            | 1946          |
| Constantin Lacea              | 1939          |
| Ion Lapedatu                  | 1936          |
| Iuliu Maniu                   | 1919          |
| Gheorghe G. Mironescu         | 1939          |
| Ioan Papp                     | 1946          |
| Traian Pop                    | 1948          |
| Constantin Popovici           | 1946          |
| Nichita Smochină              | 1942          |
| Marius Sturza                 | 1938          |
| Virgil Șotropa                | 1943          |
| Gheorghe Tătărescu            | 1937          |
| Grigore Tăușan                | 1939          |
| George Udrischi               | 1946          |
| Traian Vuia                   | 1946          |

## Membrii excluși care au murit în închisoare (9)
| Nume                  | anul alegerii | clasa        | născut | decedat | închisoarea   |
| --------------------- | ------------- | ------------ | ------ | ------- | ------------- |
| Gheorghe I. Brătianu  | 1942          | titular      | 1898   | 1953    | Sighet        |
| Alexandru I. Lapedatu | 1918          | titular      | 1876   | 1950    | Sighet        |
| Radu R. Rosetti       | 1934          | titular      | 1877   | 1949    | Văcărești     |
| Victor Bădulescu      | 1945          | corespondent | 1892   | 1953    | Sighet        |
| Alexandru Marcu       | 1940          | corespondent | 1894   | 1955    | Văcărești     |
| Zenovie Pâclișanu     | 1919          | corespondent | 1886   | 1958    | Jilava        |
| Gheorghe Tașcă        | 1926          | corespondent | 1875   | 1951    | Sighet        |
| Mircea Cancicov       | 1937          | de onoare    | 1884   | 1958    | Râmnicu Sărat |
| Iuliu Maniu           | 1919          | de onoare    | 1873   | 1953    | Sighet        |

## Membrii excluși care au fost închiși (30)
| Nume                       | anul alegerii | clasa        | arestat | eliberat | închisoarea                                    |  |
| -------------------------- | ------------- | ------------ | ------- | -------- | ---------------------------------------------- |  |
| Dumitru Caracostea         | 1938          | titular      | 1950    | 1955     | Sighet                                         |  |
| Nichifor Crainic           | 1940          | titular      | 1946    | 1952     | Jilava, Văcărești, Aiud                        |  |
| Silviu Dragomir            | 1928          | titular      | 1950    | 1955     | Sighet                                         |  |
| Ioan Lupaș                 | 1916          | titular      | 1950    | 1955     | Sighet                                         |  |
| Constantin Motaș           | 1948          | titular      | 1956    | 1956     | Aiud                                           |  |
| Ion Nistor                 | 1915          | titular      | 1950    | 1955     | Sighet                                         |  |
| Ion Petrovici              | 1934          | titular      | 1949    | 1958     | Aiud                                           |  |
| Constantin Rădulescu-Motru | 1923          | titular      | 1949    | 1949     | Turnu Severin                                  |  |
| Victor Slăvescu            | 1939          | titular      | 1950    | 1955     | Sighet                                         |  |
| George Fotino              | 1945          | corespondent | 1950    | 1952     | Jilava, Sighet                                 |  |
| Onisifor Ghibu             | 1919          | corespondent | 1945    | 1945     | Caracal                                        |  |
| Pantelimon Halippa         | 1918          | corespondent | 1950    | 1957     | Sighet, Aiud                                   |  |
| Ștefan Meteș               | 1919          | corespondent | 1950    | 1955     | Sighet                                         |  |
| Iuliu Moldovan             | 1920          | corespondent | 1950    | 1955     | Sighet                                         |  |
| Ion Răducanu               | 1936          | corespondent | 1959    | 1963     | Sighet                                         |  |
| Teofil Sauciuc-Săveanu     | 1945          | corespondent | 1950    | 1955     | Sighet                                         |  |
| Florian Ștefănescu-Goangă  | 1937          | corespondent | 1950    | 1955     | Sighet                                         |  |
| Anibal Teodorescu          | 1945          | corespondent | 1950    | 1957     | Jilava                                         |  |
| Paul Teodorescu            | 1938          | corespondent | 1950    | 1954     | Jilava, Aiud                                   |  |
| Emil Hațieganu             | 1945          | de onoare    | 1950    | 1955     | Gherla, Sighet, Jilava, Văcărești, Ocnele Mari |  |
| Iuliu Hossu                | 1945          | de onoare    | 1949    | 1955     | Căldărușani, Sighet                            |  |
| Gheorghe Tătărescu         | 1937          | de onoare    | 1950    | 1955     | Sighet                                         |  |